# أبايرا
أبايرا بلدية في ولاية باهيا في المنطقة الشمالية الشرقية من البرازيل.